# Straßenbahn Casablanca
Die Straßenbahn Casablanca (franz. Tramway de Casablanca, arab. ترامواي الدار البيضاء – Trāmwāy ad-Dār al-Bayḍā') ist ein am 12. bzw. 13. Dezember 2012 in Betrieb genommenes Straßenbahnnetz in der marokkanischen Großstadt Casablanca. Das Netz mit einer Länge von etwa 72,6 Kilometern umfasst vier Linien und wird von Casa Tram mit Alstom-Citadis-Zügen betrieben. Bewertet nach der Streckenlänge besteht in Casablanca derzeit das größte Straßenbahnnetz in Afrika vor Tunis und Alexandria.
Casa Transport hat den Betrieb der ersten Straßenbahnlinie an das Konsortium Casa Tram vergeben, welches aus der RATP und der Caisse de Dépôt et de Gestion du Maroc besteht. Der Vertrag für den Bau und die Fahrzeuge der ersten Linie beträgt 1,1 Milliarden Dirhams (90 Millionen Euro).

## Straßenbahnnetz
Die Linie T1 verbindet das östliche Stadtviertel Sidi Moumen über die Stadtmitte mit dem Universitätsviertel quartier des facultés. Die Fahrzeit beträgt etwa 69 Minuten. Die Linie T2, eröffnet im Januar 2019, benutzt den ehemaligen Linienast der Linie T1 von Ain Diab Plage und führt über das Stadtzentrum nach Sidi Bernoussi. Umsteigemöglichkeiten zwischen beiden Linien bestehen bei Abdelmoumen/Anoual und bei Mdakra/Ibn Tachfine. Da die Straßenbahn zu 75 % an Kreuzungen bevorzugt wird, beträgt die Durchschnittsgeschwindigkeit 19 km/h. Während der Woche fahren die Bahnen von ca. 6.30 Uhr bis ca. 22.00 Uhr, am Wochenende bis 23.30 Uhr. 
2019 begann der Bau der Strecken der Linien T3 (Gare de Casa-Port – Hay El Wahda, 14,1 km) und T4 (Parc de la Ligue Arabe – Mohammed Erradi, 12,5 km), welche im März 2024 in den Testbetrieb ohne Fahrgäste gingen. Die Eröffnung erfolgte am 24. September 2024. Für die Linie T4 gibt es Erweiterungspläne zu einer Moschee am nördlichen Stadtrand.
Es wird kein Streckenabschnitt von mehreren Linien befahren. Zur Fahrscheinkontrolle sind alle Haltestellen mit personalüberwachten Drehkreuzen an den Bahnsteigenden ausgestattet. Es ist nur jeweils ein Ende für den Zugang und das andere für den Ausgang vorgesehen. Dies führt zu teils deutlich verlängerten Zugangswegen für die Fahrgäste.
Der Preis eines Fahrscheins, durch den Staat und die Stadt subventioniert, beträgt 6 Dirhams (ca. 0,54 Euro). Ein Wochenabo kostet umgerechnet 5,40 Euro, das Monatsabo ungefähr 20,70 Euro.

## Fahrzeuge

### Citadis 302
Zunächst wurden 74 Niederflurwagen des Typs Alstom Citadis 302 beschafft, deren Auslieferung 2012 und 2013 erfolgte. Die fünfteiligen Multigelenkwagen sind als unechte Zweirichtungswagen zum Einsatz ausschließlich in 65 m langen Doppeltraktionen mit nur einem Führerstand ausgestattet. Zur Eröffnung der Linie 2 folgten 2018 und 2019 50 weitere Fahrzeuge. Alstom ist 15 Jahre lang für die Unterhaltung der Fahrzeuge zuständig.

### Citadis 305
Im Rahmen der Netzerweiterung mit den Linien T3 und T4 folgte 2020 die Bestellung von 66 konzeptionell gleichen Wagen des Typs Alstom Citadis 305 mit einer Option für 22 weitere Fahrzeuge. Die Lieferung erfolgte ab 2022 oder 2023 bis 2024.

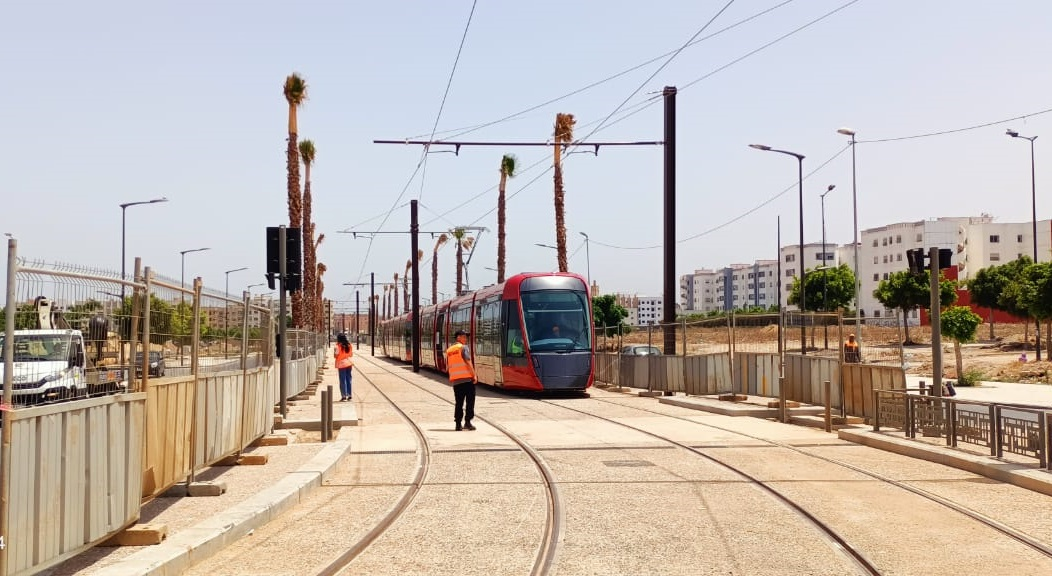
Citadis 305 der Straßenbahn Casablanca